# Оркестар једне младости
Оркестар једне младости је југословенски драмски ратни филм из 1985. године. Режирао га је Светислав Павловић а сценарио су писали Јован Марковић и Светислав Павловић.

## Радња
Оркестар добровољног ватрогасног друштва из Краљева је за време рата 1941. године, ушао у састав партизанског одреда. И у окрутним ратним околностима добровољци постају хероји.

## Улоге
| Глумац              | Улога         |
| ------------------- | ------------- |
| Љубиша Самарџић     | Драгиша Кoјић |
| Гордана Бјелица     | Нена          |
| Марјан Сриенц       | Јохан         |
| Олег Видов          | Брауске       |
| Душан Војновић      | Миња          |
| Душан Ашковић       | Гавра         |
| Елизабета Ђоревска  | Цока          |
| Миодраг Радовановић | Пијачар       |
| Раде Вукотић        | Чеда Мирић    |
| Стеван Петровић     | Чика Ђоле     |
| Милан Каличанин     |               |
| Наташа Влаховић     |               |
| Жанка Кочовић       |               |
| Олга Одановић       | Жена          |
| Миодраг Петровић    |               |
| Соња Матић          |               |
| Славица Лазаревић   |               |
| Душанка Цвијовић    |               |